# Françoise Pasquier
Françoise Pasquier, née le 30 juillet 1943 à Boulogne-Billancourt et morte le 4 janvier 2001 à Paris, est une féministe française, éditrice des éditions Tierce.

## Biographie
Françoise Pasquier nait en 1943. Sa mère se cache avec elle car elle est juive et russe pour échapper aux rafles,. Après des études de médecine et de droit, elle suite une formation de libraire. Elle coordonne la section «Femmes» du Catalogue des ressources à la Librairie Parallèles dans le 1er arrondissement de Paris, rue des Prouvaires,.
En 1977 elle fonde les éditions Tierce avec Françoise Petitot et Yolaine Simha, où sont publiées les premiers textes en français de Hannah Arendt,. Elle installe les éditions près de la bibliothèque Marguerite Durand au 1 rue des Fossés-Saint-Jacques dans le 5ème arrondissement de Paris. Françoise Pasquier souhaite que les éditions Tierce reflètent tous les courants existants du féminisme, au contraire des Éditions des femmes. Dans cette maison d'édition sont publiées les revues féministes telles que : Nouvelle questions féministes, La Revue d'en face, Parole ! et Les Cahiers du GRIF.
Elle crée en 1982 avec d'autres féministes le Centre de recherche et d'information féministe (CRIF). Elle est employée aussi chez Solin.
En 1985 elle ouvre la librairie Plurielles avec Sylvie Messinger.
En 1993 elle devient directrice de collection de littérature étrangère aux éditions Rivages, qui reprend le fonds de la maison d'édition Tierce.
Elle meurt en janvier 2001.